# 56e cérémonie des Golden Globes
La 56e cérémonie des Golden Globes a eu lieu le 24 janvier 1999, récompensant les films et séries diffusés en 1998 et les professionnels s'étant distingués cette année-là.

## Palmarès
Les lauréats sont indiqués ci-dessous en premier de chaque catégorie et en caractères gras.

### Cinéma

#### Meilleur film dramatique
- Il faut sauver le soldat Ryan (Saving Private Ryan)
  - Elizabeth
  - Ni dieux ni démons (Gods and Monsters)
  - L'Homme qui murmurait à l'oreille des chevaux (The Horse Whisperer)
  - The Truman Show

#### Meilleur film musical ou comédie
- Shakespeare in Love
  - Le Masque de Zorro (The Mask of Zorro)
  - Docteur Patch (Patch Adams)
  - Mary à tout prix (There's Something About Mary)
  - Vous avez un message (You've Got Mail)
  - Still Crazy : De retour pour mettre le feu (Still Crazy)

#### Meilleur réalisateur
- Steven Spielberg pour Il faut sauver le soldat Ryan (Saving Private Ryan)
  - Shekhar Kapur pour Elizabeth
  - John Madden pour Shakespeare in Love
  - Robert Redford pour L'Homme qui murmurait à l'oreille des chevaux (The Horse Whisperer)
  - Peter Weir pour The Truman Show

#### Meilleur acteur dans un film dramatique
- Jim Carrey pour le rôle de Truman Burbank dans The Truman Show
  - Stephen Fry pour le rôle d'Oscar Wilde dans Oscar Wilde
  - Tom Hanks pour le rôle du Capitaine John H. Miller dans Il faut sauver le soldat Ryan (Saving Private Ryan)
  - Ian McKellen pour le rôle de James Whale dans Ni dieux ni démons (Gods and Monsters)
  - Nick Nolte pour le rôle de Wade Whitehouse dans Affliction

#### Meilleure actrice dans un film dramatique
- Cate Blanchett pour le rôle de la reine Élisabeth Ire dans Elizabeth
  - Fernanda Montenegro pour le rôle de Dora dans Central do Brasil
  - Susan Sarandon pour le rôle de Jackie Harrison dans Ma meilleure ennemie (Stepmom)
  - Meryl Streep pour le rôle de Kate Gulden dans Contre-jour (One True Thing)
  - Emily Watson pour le rôle de Jackie dans Hilary et Jackie (Hilary and Jackie)

#### Meilleur acteur dans un film musical ou une comédie
- Michael Caine pour le rôle de Ray Say dans Little Voice
  - Antonio Banderas pour le rôle de Zorro dans Le Masque de Zorro (The Mask of Zorro)
  - Tom Hanks pour le rôle de Joe Fox dans Vous avez un message (You've Got Mail)
  - John Travolta pour le rôle de Jack Stanton dans Primary Colors
  - Robin Williams pour le rôle du Dr Hunter « Patch » Adams dans Docteur Patch (Patch Adams)

#### Meilleure actrice dans un film musical ou une comédie
- Gwyneth Paltrow pour le rôle de Viola de Lesseps dans Shakespeare in Love
  - Cameron Diaz pour le rôle de Mary Jensen dans Mary à tout prix (There's Something About Mary)
  - Jane Horrocks pour le rôle de Laura Hoff dans Little Voice
  - Christina Ricci pour le rôle de Deedee Truitt dans Sexe et autres complications (The Opposite of Sex)
  - Meg Ryan pour le rôle de Kathleen Kelly dans Vous avez un message (You've Got Mail)

#### Meilleur acteur dans un second rôle
- Ed Harris pour le rôle de Christof dans The Truman Show
  - Robert Duvall pour le rôle de Jerome Facher dans Préjudice (A Civil Action)
  - Bill Murray pour le rôle de Herman Blume dans Rushmore
  - Geoffrey Rush pour le rôle de Philip Henslowe dans Shakespeare in Love
  - Donald Sutherland pour le rôle de Bill Bowerman dans Without Limits
  - Billy Bob Thornton pour le rôle de Jacob Mitchell dans Un plan simple (A Simple Plan)

#### Meilleure actrice dans un second rôle
- Lynn Redgrave pour le rôle de Hanna dans Ni dieux ni démons (Gods and Monsters)
  - Kathy Bates pour le rôle de Libby Holden dans Primary Colors
  - Brenda Blethyn pour le rôle de Mari Hoff dans Little Voice
  - Judi Dench pour le rôle de la reine Élisabeth Ire dans Shakespeare in Love
  - Sharon Stone pour le rôle de Gwen Dillon dans Les Puissants (The Mighty)

#### Meilleur scénario
- Shakespeare in Love – Marc Norman et Tom Stoppard
  - Bulworth – Warren Beatty et Jeremy Pikser
  - Happiness – Todd Solondz
  - Il faut sauver le soldat Ryan (Saving Private Ryan) – Robert Rodat
  - The Truman Show – Andrew Niccol

#### Meilleure chanson originale
- "The Prayer" interprétée par Celine Dion et Andrea Bocelli – Excalibur, l'épée magique (Quest for Camelot)
  - "Reflection" interprétée par Lea Salonga – Mulan
  - "The Mighty" interprétée par Sting – Les Puissants (The Mighty)
  - "Uninvited" interprétée par Alanis Morissette – La Cité des anges (City of Angels)
  - "When You Believe" interprétée par Whitney Houston et Mariah Carey – Le Prince d'Égypte (The Prince of Egypt)
  - "The Flame Still Burns" interprétée par Chris Difford, Marti Frederiksen et Mick Jones – Still Crazy : De retour pour mettre le feu (Still Crazy)

#### Meilleure musique de film
- The Truman Show – Burkhard Dallwitz et Philip Glass
  - 1 001 Pattes (A Bug's Life) – Randy Newman
  - Mulan – Jerry Goldsmith
  - Le Prince d'Égypte (The Prince of Egypt) – Stephen Schwartz et Hans Zimmer
  - Il faut sauver le soldat Ryan (Saving Private Ryan) – John Williams

#### Meilleur film étranger
- Central do Brasil •  Brésil
  - Festen •  Danemark
  - Men with Guns •  États-Unis
  - La fiancée polonaise (De Poolse bruid) •  Pays-Bas
  - Tango •  Argentine

### Télévision
Note : le symbole « ♕ » rappelle le gagnant de l'année précédente (si nomination).

#### Meilleure série dramatique
- The Practice : Bobby Donnell et Associés (The Practice)
  - Urgences (ER)
  - Felicity
  - New York, police judiciaire (Law & Order)
  - X-Files : Aux frontières du réel (The X-Files) ♕

#### Meilleure série musicale ou comique
- Ally McBeal ♕
  - Dharma et Greg (Dharma and Greg)
  - Frasier
  - Voilà ! (Just Shoot Me!)
  - Spin City

#### Meilleure mini-série ou meilleur téléfilm
- De la Terre à la Lune (From the Earth to the Moon)
  - The Baby Dance
  - Femme de rêve (Gia)
  - Merlin
  - The Temptations

#### Meilleur acteur dans une série dramatique
- Dylan McDermott pour le rôle de Bobby Donnell dans The Practice : Bobby Donnell et Associés (The Practice)
  - David Duchovny pour le rôle de Fox Mulder dans X-Files : Aux frontières du réel (The X-Files)
  - Anthony Edwards pour le rôle du Dr Mark Greene dans Urgences (ER) ♕
  - Lance Henriksen pour le rôle de Frank Black dans Millennium
  - Jimmy Smits pour le rôle de Bobby Simone dans New York Police Blues (NYPD Blue)

#### Meilleure actrice dans une série dramatique
- Keri Russell pour le rôle de Felicity Porter dans Felicity
  - Gillian Anderson pour le rôle de Dana Scully dans X-Files : Aux frontières du réel (The X-Files)
  - Kim Delaney pour le rôle de Diane Russell dans New York Police Blues (NYPD Blue)
  - Roma Downey pour le rôle de Monica dans Les Anges du bonheur (Touched by an Angel)
  - Julianna Margulies pour le rôle de Carol Hathaway dans Urgences (ER)

#### Meilleur acteur dans une série musicale ou comique
- Michael J. Fox pour le rôle de dans Spin City ♕
  - Thomas Gibson pour le rôle de Greg Montgomery dans Dharma et Greg (Dharma and Greg)
  - Kelsey Grammer pour le rôle du Dr Frasier Crane dans Frasier
  - John Lithgow pour le rôle de Dick Solomon dans Troisième planète après le Soleil (3rd Rock from the Sun)
  - George Segal pour le rôle de Jack Gallo dans Voilà ! (Just Shoot Me!)

#### Meilleure actrice dans une série musicale ou comique
- Jenna Elfman pour le rôle de Dharma Montgomery dans Dharma et Greg (Dharma and Greg)
  - Christina Applegate pour le rôle de Jesse Warner dans Jesse
  - Calista Flockhart pour le rôle d'Ally McBeal dans Ally McBeal ♕
  - Laura San Giacomo pour le rôle de Maya Gallo dans Just Shoot Me!
  - Sarah Jessica Parker pour le rôle de Carrie Bradshaw dans Sex and the City

#### Meilleur acteur dans une mini-série ou un téléfilm
- Stanley Tucci pour le rôle de Walter Winchell dans Winchell
  - Peter Fonda pour le rôle de Gideon Prosper dans La Tempête (The Tempest)
  - Sam Neill pour le rôle de Merlin dans Merlin
  - Bill Paxton pour le rôle du Colonel John Paul Vann dans Vietnam : Un adroit mensonge (A Bright Shining Lie)
  - Christopher Reeve pour le rôle de Jason Kemp dans Fenêtre sur cour (Rear Window)
  - Patrick Stewart pour le rôle du Capitaine Achab dans Moby Dick

#### Meilleure actrice dans une mini-série ou un téléfilm
- Angelina Jolie pour le rôle de Gia Marie Carangi dans Femme de rêve (Gia)
  - Stockard Channing pour le rôle de Rachel Luckman dans The Baby Dance
  - Laura Dern pour le rôle de Wanda LeFauve dans The Baby Dance
  - Ann-Margret dans Life of the Party: The Pamela Harriman Story
  - Miranda Richardson pour le rôle de la Reine Mab et de la Dame du Lac dans Merlin

#### Meilleur acteur dans un second rôle dans une série, une mini-série ou un téléfilm
- Don Cheadle pour le rôle de Sammy Davis Jr. dans Les Rois de Las Vegas (The Rat Pack)
- Gregory Peck pour le rôle du Père Mapple dans Moby Dick
  - Joe Mantegna pour le rôle de Dean Martin dans Les Rois de Las Vegas (The Rat Pack)
  - David Spade pour le rôle de Dennis Finch dans Voilà ! (Just Shoot Me!)
  - Noah Wyle pour le rôle du Dr John Carter dans Urgences (ER)

#### Meilleure actrice dans un second rôle dans une série, une mini-série ou un téléfilm
- Faye Dunaway pour le rôle de Wilhelmina Cooper dans Femme de rêve (Gia)
- Camryn Manheim pour le rôle d'Ellenor Frutt dans The Practice : Bobby Donnell et Associés (The Practice)
  - Helena Bonham Carter pour le rôle de la Fée Morgane dans Merlin
  - Jane Krakowski pour le rôle d'Elaine Vassal dans Ally McBeal
  - Wendie Malick pour le rôle de Nina Van Horn dans Voilà ! (Just Shoot Me!)
  - Susan Sullivan pour le rôle de Kitty Montgomery dans Dharma et Greg (Dharma and Greg)

### Spéciales

#### Cecil B. DeMille Award
- Jack Nicholson

#### Miss Golden Globe
- Tori Reid

## Récompenses et nominations multiples

### Nominations multiples

#### Cinéma
6 : The Truman Show, Shakespeare in Love
5 : Il faut sauver le soldat Ryan
3 : Elizabeth, Ni dieux ni démons, Little Voice, Vous avez un message
2 : Le Prince d'Égypte, Mulan, Les Puissants, Primary Colors, Central do Brasil, Still Crazy : De retour pour mettre le feu, Mary à tout prix, Docteur Patch, Le Masque de Zorro, L'Homme qui murmurait à l'oreille des chevaux

#### Télévision
5 : Voilà !
4 : Merlin, Urgences, Dharma et Greg
3 : Femme de rêve, The Practice : Bobby Donnell et Associés, Ally McBeal, X-Files : Aux frontières du réel, The Baby Dance
2 : Les Rois de Las Vegas, Felicity, Spin City, New York Police Blues, Frasier, Moby Dick

#### Personnalité
2  : Tom Hanks

### Récompenses multiples
Légende : Nombre de récompenses/Nombre de nominations

#### Cinéma
3 / 6 : The Truman Show, Shakespeare in Love
2 / 5 : Il faut sauver le soldat Ryan

#### Télévision
2 / 3 : Femme de rêve, The Practice : Bobby Donnell et Associés

#### Personnalité
Aucune

### Les grands perdants

#### Cinéma
Aucune

#### Télévision
0 / 5 : Voilà !